# Malvasia di Bosa dolce naturale
Il Malvasia di Bosa dolce naturale è un vino DOC la cui produzione è consentita nel territorio dei seguenti Comuni: Bosa, Suni, Tinnura, Flussio, Magomadas, Tresnuraghes, Modolo in provincia di Oristano.

## Caratteristiche organolettiche
- colore: dal giallo paglierino al dorato.
- odore: intenso, delicatissimo.
- sapore: dolce, alcolico, con retrogusto amarognolo.

## Produzione
Provincia, stagione, volume in ettolitri
- Nuoro  (1991/92)  41,4
- Nuoro  (1992/93)  88,27
- Nuoro  (1995/96)  115,29
- Oristano  (1992/93)  7,0